# Taiyo Igarashi
Taiyo Igarashi (japanisch 五十嵐 太陽 Igarashi Taiyo; * 14. April 2003 in Sagamihara, Präfektur Kanagawa) ist ein japanischer Fußballspieler.

## Karriere
Taiyo Igarashi erlernte das Fußballspielen in der Jugendmannschaft von Kawasaki Frontale. Hier unterschrieb er am 1. Februar 2022 seinen ersten Vertrag. Der Verein aus Kawasaki, einer Stadt in der Präfektur Kanagawa, spielte in der ersten japanischen Liga. In seiner ersten Saison kam er für Frontale in der Liga nicht zum Einsatz. Igarashi spielte am 18. April 2022 einmal in der AFC Champions League. Hier kam er in einem Gruppenspiel gegen den chinesischen Vertreter Guangzhou FC zum Einsatz. Im Februar 2023 wechselte er auf Leihbasis zum Zweitligisten Renofa Yamaguchi FC. Sein Zweitligadebüt gab Taiyo Igarashi am 18. Februar 2022 (1. Spieltag) im Heimspiel gegen Ōmiya Ardija. Bei dem 1:0-Erfolg stand er in der Startelf und wurde in der 88. Minute gegen Kōji Yamase ausgewechselt. Für Renofa bestritt er insgesamt 43 Ligaspiele. Zu Beginn der Saison 2025 wechselte er auf wieder auf Leihbasis zum Drittligisten Tochigi SC.